# 限界酸素指数
限界酸素指数 (げんかいさんそしすう、Limiting_oxygen_index、LOI)とは、重合体の燃焼に必要な酸素の最小濃度をパーセンテージで表したものである。

## 解説
酸素と窒素の混合物を燃焼中の試料に通し、臨界レベルに達するまで酸素濃度を下げることにより測定される。
様々なプラスチックのLOI値は、ISO 4589やASTM D2863などの標準化された試験により決定される。
また、LOI値は、サンプルの周辺温度にも依存する。周囲の温度が上昇するにつれて燃焼に必要な酸素割合は減少する。
プラスチックやケーブルの材料は、実際の火災状況下での酸素要求量を評価するために、周囲温度と高温の両方でLOI値を試験する。
大気中の酸素濃度よりもLOIが大きい材料は、難燃材料と呼ばれる。